# ワンダーランド (ザ・シャーラタンズのアルバム)
『ワンダーランド』（Wonderland）は、イギリスのロックバンド、ザ・シャーラタンズの7枚目のアルバム。2001年9月10日にリリース。プロデューサーはダニー・セイバー（トラック１～4、8、9、12）、ジェイムズ・スペンサー（トラック5～7、10、11）、ザ・シャーラタンズ。全英2位を記録。本アルバムは、アコースティックな前作『アス・アンド・アス・オンリー』から一転し、打ち込みを多用したダンサブルでソウルフルな作品に仕上がっている。特筆すべき点は、ボーカルのティム・バージェスによるファルセットである。また、パーカッション、スティール・ギターで複数の外部ミュージシャンを起用し、2人の女性コーラスを参加させるなど新しい試みが見られる。

## 収録曲
1. ユア・ソー・プリティ - ウィア・ソー・プリティ "You're So Pretty - We're So Pretty" - 4:44
2. ジューダス "Judas" - 4:04
3. ラヴ・イズ・ザ・キー "Love Is the Key" - 4:28
4. ア・マン・ニーズ・トゥ・ビー・トールド "A Man Needs to Be Told" - 4:33
5. アイ・ジャスト・キャント・ゲット・オーヴァー・ルージング・ユー "I Just Can't Get Over Losing You" - 4:54
6. ザ・ベル・アンド・ザ・バタフライ "The Bell and the Butterfly" - 4:17
7. アンド・イフ・アイ・フォール "And If I Fall" - 5:18
8. ウェイク・アップ "Wake Up" - 5:10
9. イズ・イット・イン・ユー "Is It in You?" - 4:45
10. バラッド・オブ・ザ・バンド "Ballad of the Band" - 5:56

### イギリス盤・日本盤のみに収録のトラック
1. ライト・オン "Right On" - 4:22
2. ラヴ・トゥ・ユー "Love to You" - 4:54

### 日本盤ボーナス・トラック
1. イッツ・アバウト・タイム "It's About Time" - 3:53
2. ショット・ガン "Shotgun" - 3:20
3. ヴィヴァ・ラ・ソシアル "Viva la Social" - 3:20

## 参加ミュージシャン
- ティム・バージェス - ボーカル、ハーモニカ
- マーク・コリンズ - ギター
- マーティン・ブラント - ベースギター
- ジョン・ブルックス - ドラムス
- トニー・ロジャース - ハモンドオルガン、ピアノ、メロトロン、バックボーカル

### その他ミュージシャン
- ジェド・リンチ - パーカッション (#2, #3, #8, #10)
- ステイシー・プランク - コーラス (#3, #4, #9)
- イヴォンヌ・マルクス - コーラス (#3, #10)
- ダニエル・ラノワ - ペダル・スティール・ギター (#4)
- ジム・ケルトナー - パーカッション (#4, #12)